# Eumyndus metcalfi
Eumyndus metcalfi är en insektsart som beskrevs av Synave 1956. Eumyndus metcalfi ingår i släktet Eumyndus och familjen kilstritar. Inga underarter finns listade i Catalogue of Life.